# شاد در کنار هم (فیلم ۱۹۹۷)
شاد در کنار هم (به انگلیسی: Happy Together) فیلمی ۹۶ دقیقه‌ای محصول هنگ کنگ، با بازی لسلی چونگ و تونی لیانگ و به کارگردانی وونگ کار وای است. فیلم، عاشقانه‌ای آشفته را به تصویر می‌کشاند. گرچه که در تمام طول فیلم، سازنده تلاش دارد فضایی مردانه را به بیننده القا کند، اما همچنان موضوع و ساختار عاشقانه آن در حاشیه فیلم حفظ می‌شود. این فیلم در جشنواره کن سال ۱۹۹۷ برنده جایزه بهترین کارگردانی شد.

## داستان
فیلم دربارهٔ دو جوان به نام‌های لی یو فای و هو پووینگ است که به قصد تغییر سبک زندگی و شروعی دوباره تصمیم به سفری از هنگ کنگ به آرژانتین می‌گیرند و تصمیم دارند به دیدن آبشار ایگواسو بروند ولی راهشان را گم می‌کنند و از هم دیگر جدا می‌شوند. مدتی بعد لی یو فای در کافه‌ای مشغول به کار می‌شود و دوستش را که به فاحشه‌گری مشغول است می‌بیند …

## بازیگران
- لسلی چونگ در نقش هو پو-وینگ
- تونی لیانگ در نقش لی یو-فای
- چن چانگ در نقش چانگ
- گریگوری دیتون در نقش پارتنر پووینگ

## جوایز
- برنده جایزه نخل طلا برای بهترین کارگردانی
- نامزد جایزه جشنواره و جوایز فیلم اسب طلایی برای بهترین کارگردانی
- نامزد جایزه جشنواره و جوایز فیلم اسب طلایی برای بهترین بازیگر مرد نقش مکمل
- برنده جایزه فیلم هنگ کنگ برای بهترین فیلم
- برنده جایزه فیلم هنگ کنگ برای بهترین بازیگر نقش اول مرد
- نامزد جایزه فیلم هنگ کنگ برای بازیگر نقش مکمل مرد
- نامزد جایزه فیلم هنگ کنگ برای بهترین تدوین
- نامزد جایزه ایندیپندنت اسپیریت برای بهترین فیلم خارجی

## واکنش‌ها
این فیلم به‌طور کلی در هنگ کنگ مورد استقبال قرار گرفت. به دلیل شناخته شدن در سطح بین‌المللی، این فیلم در چندین نشریه مهم ایالات متحده مورد بازبینی قرار گرفت که شامل نقدهای مثبتی برای فیلمبرداری و ابتکار کارگردانی می‌شد. استفان هولدن، از نیویورک تایمز، در نقد خود نوشت :این یک فیلم منسجم و صمیمی تر از فیلم‌های قبلی وونگ کار وای است، بدون اینکه سبک و شجاعت کارهای قبلی را از دست داده باشد.درک الی برای مجله ورایتی یک بررسی کلی مثبت ارائه داد و "شاد در کنارهم" را "خطی‌ترین و پخته‌ترین فیلم وونگ کار وای " خواند. وی تأکید کرد که کریستوفر دویل با فیلمبرداری حرفه ای و کنتراست بالا "ستاره واقعی" فیلم است. در نقدهای کلی هر دو بازی لسلی چونگ و تونی لیانگ به عنوان نقش‌های اصلی تمجید شده‌است
در سال ۱۹۹۷، وونگ کار وای به دلیل موفقیت در فیلم‌های قبلی خود:روزهای وحشی بودن، چانگ کینگ اکسپرس و خاکسترهای زمان در سینمای چین شناخته شده بود اما با کسب جایزه بهترین کارگردانی در جشنواره فیلم کن برای «شاد در کنارهم»، با اولین جایزه مهم خود، در عرصه بین‌المللی نیز مورد توجه قرار گرفت.
جاناتان رزنبام در مجله شیکاگو ریدر به بررسی متفاوت فیلم پرداخت. رزنبام، در خلاصه ای از فیلم، آن را به دلیل داشتن داستان و روایت مبهم و گیج کننده مورد انتقاد قرار داد
فیلم "شاد در کنار هم " با داشتن میانگین امتیازهای 7.8/10 (IMDB) و ۸۱٪ (راتن تومیتوز) در زمره فیلم‌های برتر قرار می‌گیرد

## مضامین و تفاسیر
در همان ابتدای فیلم، سکانس‌هایی شامل نمایی از گذرنامه ملی انگلیس فای و پووینگ را می‌بینیم که راهی برای نشان دادن به مخاطبان است که این فیلم با موضوعات ملیت برخورد خواهد کرد.این فیلم همچنین به مفاهیمی همچون دیاسپورا اشاره دارد.

### هنگ کنگ، تایوان و بوینس آیرس
وونگ به دلیلی خاص بوینس آیرس را برای ساختن فیلم انتخاب کرده‌است، زیرا آنتی پد هنگ کنگ است. به این معنی که این دو کشور در دو طرف مقابل جهان و در زمانی مخالف قرار دارند. هو پووینگ و فای دنبال آزادی و پیدا کردن جایی مخالف خانه هستند به همین دلیل به بوینس آیرس سفر می‌کنند. این مضمون در فیلم یک تمثیل سیاسی به‌شمار نمی‌رود بلکه به معنای زیر سؤال بردن هویت فرهنگی و تعاریف «خانه، تعلق و مهاجرت» است. تفسیر دیگری صحنه‌های هنگ کنگ وارونه را نه به عنوان تمثیل سیاسی، بلکه راهی برای نشان دادن فاصله شخصیت‌ها با ریشه‌های خود می‌دانست.

### آبشار ایگواسو و چراغ
اهمیت آبشار ایگواسو در اوایل فیلم زمانی مشخص می‌شود که پووینگ چراغی را که روی آن نقاشی ای از آبشار ایگواسو کشیده شده به فای می‌دهد. دیدن آبشار بر روی چراغ فای و پووینگ را به این فکر می‌اندازد که به دیدن ایگواسو بروند و این دلیل اصلی انتخاب این زوج برای رفتن به بوینس آیرس است. سپس آبشار واقعی در تصورات فای پس از اولین جدایی اش از پووینگ به صورت رنگی نشان داده می‌شود (در بخش‌های ابتدایی فیلم سکانس‌ها به صورت سیاه و سفید ضبط شده‌اند). همچنین سکانس‌هایی از نمای پرواز پرندگان در کنار آبشار نشان داده می‌شود که رنگ غیر واقعی آبی و سبز دارد و به آن جلوه بصری فوق‌العاده می‌بخشد.
در یک تفسیر، نمایش ایگواسو در فیلم به علت غیرقابل تصور بودن پایان آبشار خروشان تفسیر می‌شود. همچنین این احساس ناتوانی در برابر طبیعت و آینده را تداعی می‌کند، به موازات اجتناب ناپذیری رابطه میان فای و پووینگآبشار در این فیلم نمادی از روابط بین افراد است. ابتدا سیل آسا و مشتاقانه آغاز می‌شود و با احساسات سرکوب کننده پایان می‌یابد.

### محرومیت اجتماعی
در یک تفسیر، عدم احساس تعلق فای و پووینگ به بوینس آیرس (که در سراسر فیلم با ترکیبی از تناقض جنسیت و زبان دیده می‌شود) مانع از ایجاد رابطه ای پایدار بین فای و پووینگ شد. با اینکه فای و پووینگ به دنبال آزادی به کشوری دیگر رفته بودند اما نمی‌توانستند با فرهنگ کشور ارتباط برقرار کنند. این بی‌ثباتی مربوط به ملیت تا حدی از طریق بی‌ثباتی دوربین در برخی از سکانس‌ها نشان داده می‌شود که مربوط به عدم توانایی شخصیت در یافتن جایگاه خود در جهان است. بوینس آیرس هم فرصتی برای آنان پیش نمی‌آورد و فای و پووینگ در پیدا کردن شغل دچار مشکل می‌شوند زیرا در بوینس آیرس مشاغل زیادی برای چینی‌ها وجود ندارد. فای برای پول درآوردن مجبور به کار کردن در رستوران چینی و پس از آن در کشتارگاه می‌شود. هر دو شخصیت اول مشکلات یکسانی در بوینس آیرس تجربه می‌کنند
زمانی طردشدگی فای در بوینس آیرس به خوبی روشن می‌شود که میان جمعیت قرار گرفتن او در بوینس آیرس و تایپه مقایسه شود. فقط در تایپه است که فای لبخند می‌زند، و این تلویحاً احساس می‌شود که وقتی به رستوران خانواده چانگ می‌رود یا وقتی سوار قطار می‌شود، احساس «در خانه بودن» و تعلق می‌کند. این فیلم به‌طور قطعی نشان نمی‌دهد که فای به هنگ کنگ برمی گردد اما این امکان وجود دارد که در تایپه بماند، جایی که احساس می‌کند متعلق به او است و آنجا امیدوار به آینده است.

### حبس
مضمون دیگر فیلم، احساس حصر و کلاستروفوبیا است که با احساس عدم تعلق فای و پووینگ نسبت به بوینس آیرس همراه است. این امر از طریق دوربین دستی متزلزل، نور کم و کثیفی آپارتمان فای، آشپزخانه، کوچه‌ها، بار تانگو، آشپزخانه رستوران و راهرو حمام عمومی منتقل می‌شود. همچنین این احساس از طریق حبس پو-وینگ در آپارتمان فای نیز آشکار می‌شود (دو دست شکسته و آسیب دیده پووینگ مانع از توانایی او برای مراقبت از خودش می‌شود)، احساس کلافگی پووینگ از ماندن در آپارتمان و محدودیتش برای بیرون رفتن از خانه باعث می‌شود او رفتارهای متناقض، وابسته و گاهی خشن نشان بدهد. بعداً، پو وینگ بیشتر به بوینس آیرس محدود می‌شود زیرا فای از پس دادن گذرنامه خودداری می‌کند.

### روابط
فیلم شاد در کنار هم به عنوان یکی از بهترین فیلم‌های همجنسگرایانه تحسین شده‌است. این فیلم بدون توجه به جنسیت افراد، روابط بین دو فرد را با تمام مشکلات، احساسات، پیچیدگی‌ها و سرخوردگی‌های آن را همراه با داستانی سر راست نشان می‌دهدبسیاری از محققان و منتقدان سینما اتفاق نظر دارند که گرچه موضوع فیلم همجنسگرایی نیست، اما به روابط عاشقانه بین دو مرد می‌پردازد از این فیلم بخاطر «عدم» نمایش شخصیت‌ها روی خطوط جنسیتی، زیر سؤال بردن مردانگی آنها و نشان دادن پیچیدگی مردان همجنسگرا به عنوان موجودات اجتماعی، ستایش شده‌است.

وونگ کار وای در این باره توضیح داد:
"در واقع، من دوست ندارم مردم این فیلم را به عنوان یک فیلم همجنسگرایانه ببینند. این بیشتر شبیه داستانی در مورد روابط انسانی است و به نوعی دو شخصیت درگیر هر دو مرد هستند. به طور معمول من از فیلم‌هایی با برچسب‌هایی مانند "فیلم همجنسگرایانه"، "فیلم هنری" یا "فیلم تجاری" متنفرم. فقط فیلم خوب و فیلم بد وجود دارد "
از طرف دیگر، برخی از منتقدان معتقدند که یکی از دلایل رفتن پو-وینگ و فای به بوینس آیرس، همجنسگرا بودن آنهاست زیرا در هنگ کنگ به اندازه بوینس آیرس برای همجنسگرایان آزادی وجود ندارد علاوه بر این، فیلم به‌طور گسترده‌ای ارزش‌های نئوکنفوسیونیسم یعنی :سخت کوشی و صرفه جویی را به تصویر می‌کشد. فای به دلیل پیروی از این ارزش‌ها پاداش می‌گیرد زیرا او دائماً کار می‌کند، آشپزی می‌کند، از دیگران مراقبت می‌کند، می‌خواهد با پدرش آشتی کند و پول خود را پس‌انداز می‌کند. در حالی که پو-وینگ با رابطه‌های متعدد جنسی، هزینه‌های زیاد و زیر پا گذاشتن دیگر ارزش‌ها (مثلا دزدیدن ساعت گران‌قیمت یکی از مشتریانش) در تضاد کامل با فای است. در پایان فیلم، فای می‌تواند به مقصد خود، هنگ کنگ / تایوان و آبشار ایگواسو برسد در حالی که پو-وینگ بدون گذرنامه در بوینس آیرس مانده‌است. چانگ -شخصیت دیگری در فیلم- نیز نشان دهنده این ارزشها است زیرا در رستوران سخت کار می‌کند، برای سفر خود به «پایان جهان» پولش را پس‌انداز می‌کند و خانواده ای برای بازگشت به تایپه دارد. شخصیت‌هایی که با این هنجارسازی مطابقت دارند پاداش می‌گیرند در حالی که دیگران مجازات می‌شوند

## میراث
از زمان اکران، فیلم هپی توگدر به عنوان «تحسین شده‌ترین فیلم آسیایی همجنسگرایان» توصیف شده و همچنان در یادها باقی مانده‌است.
جیمز لاکستون، فیلمبردار فیلم مهتاب (۲۰۱۶) در مقاله تایم توضیح داد که او در رنگ‌ها و نورپردازی از فیلم‌های هپی توگدر و در حال و هوای عشق (۲۰۰۰) الهام گرفته‌است تا یک «واقعیت شبیه به رؤیا» ایجاد کند.